# Наусеты

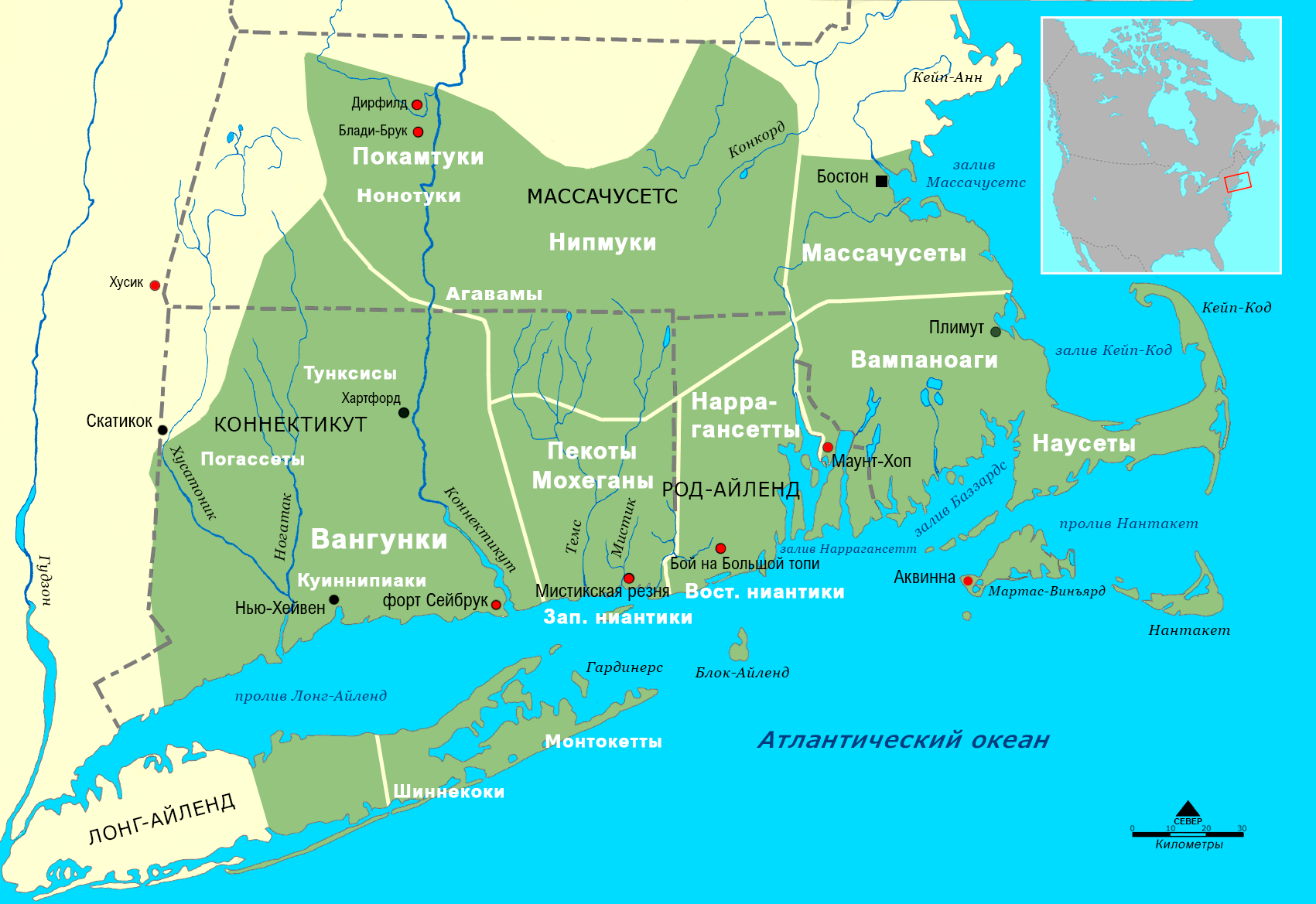
Традиционная территория наусетов и соседних племён

Наусеты (англ. Nauset people) — алгонкиноязычное индейское племя, которое на ранней стадии европейской колонизации Северной Америки населяло юго-восток современного американского штата Массачусетс. Говорили на диалекте массачусетского языка.

## История
Наусеты были одним из первых индейских племён, которое посетили европейские исследователи, торговцы и рыбаки. Английский капитан Томас Хант в 1614 году похитил 7 наусетов и продал их в рабство вместе с 20 патуксетами. В 1620 году произошёл первый контакт племени с пилигримами во время прибытия корабля Мейфлауэр. Это случилось недалеко от современного города Провинстаун. Англичане обнаружили заброшенную деревню, так как наусеты находились далеко на своих зимних охотничьих угодьях. Нуждаясь в провизии, пилигримы обнаружили и захватили запасы кукурузы, оставленные индейцами. В начале 1621 года маленький английский мальчик заблудился в густых лесах этого района, но был найден охотниками племени. Отношения пилигримов с наусетами всё ещё были натянутыми, но после того, как англичане извинились и заплатили за украденную кукурузу, сахем племени приказал вернуть мальчика. После этого отношения между наусетами и англичанами улучшились, и зимой 1622 года, как предполагается, их вождь Аспинет доставил продукты в Плимут, спасая многих паломников от голодной смерти.
Прибытие англичан привело к многочисленным эпидемиям среди индейцев Новой Англии, уже к 1621 году численность наусетов не превышала 500 человек. В последующие годы племя стало ближайшим союзником колонистов. Большинство наусетов приняло христианство и помогало англичанам в качестве разведчиков и воинов против других индейцев во время Войны Короля Филиппа. 

## Население
Доконтактная численность наусетов оценивается примерно в 1200 человек. В 1621 году их было 500, а в 1674 в различных населённых пунктах на Кейп-Коде было зарегистрировано 462 индейца, среди которых присутствовали наусеты, вампаноаги и другие алгонкины. Эпидемии и войны продолжали сокращать численность племени — в 1764 году было 106 наусетов, проживающих в основном в Потанумакуте, а в 1802 году их оставалось только четверо. Сегодня идентичность племени исчезла, поскольку последние наусеты смешались с другими коренными американцами, в основном с вампаноагами. Ныне индейцы резервации Машпи частично являются потомками наусетов.